# القرار المؤجل للواصلين أطفالا
القرار المؤجل للواصلين أطفالا (بالإنجليزية: Deferred Action for Childhood Arrivals وبالاختصار: DACA داكا) كان سياسة هجرة أميركية تسمح لبعض الأفراد الذين دخلوا الدولة في سن الطفولة وإما دخلوا أو بقوا في الدولة بشكل غير قانوني، بالتمتع بفترة تأجيل قرار ترحيل قابلة للتجديد مدتها عامان، وتتيح لهم أهلية الحصول على تصريح عمل كذلك. اعتبارا من 2017، يعد 800.000 فرد تقريبا مسجلا في البرنامج الناجم عن داكا.
أصدرت سياسة داكا خلال إدارة أوباما في يونيو 2012 وألغيت خلال حكم ترمب في سبتمبر 2017. لم تنشئ هذه السياسة بالإجراءات التشريعية العادية بل بأمر تنفيذي.

## تنفيذ

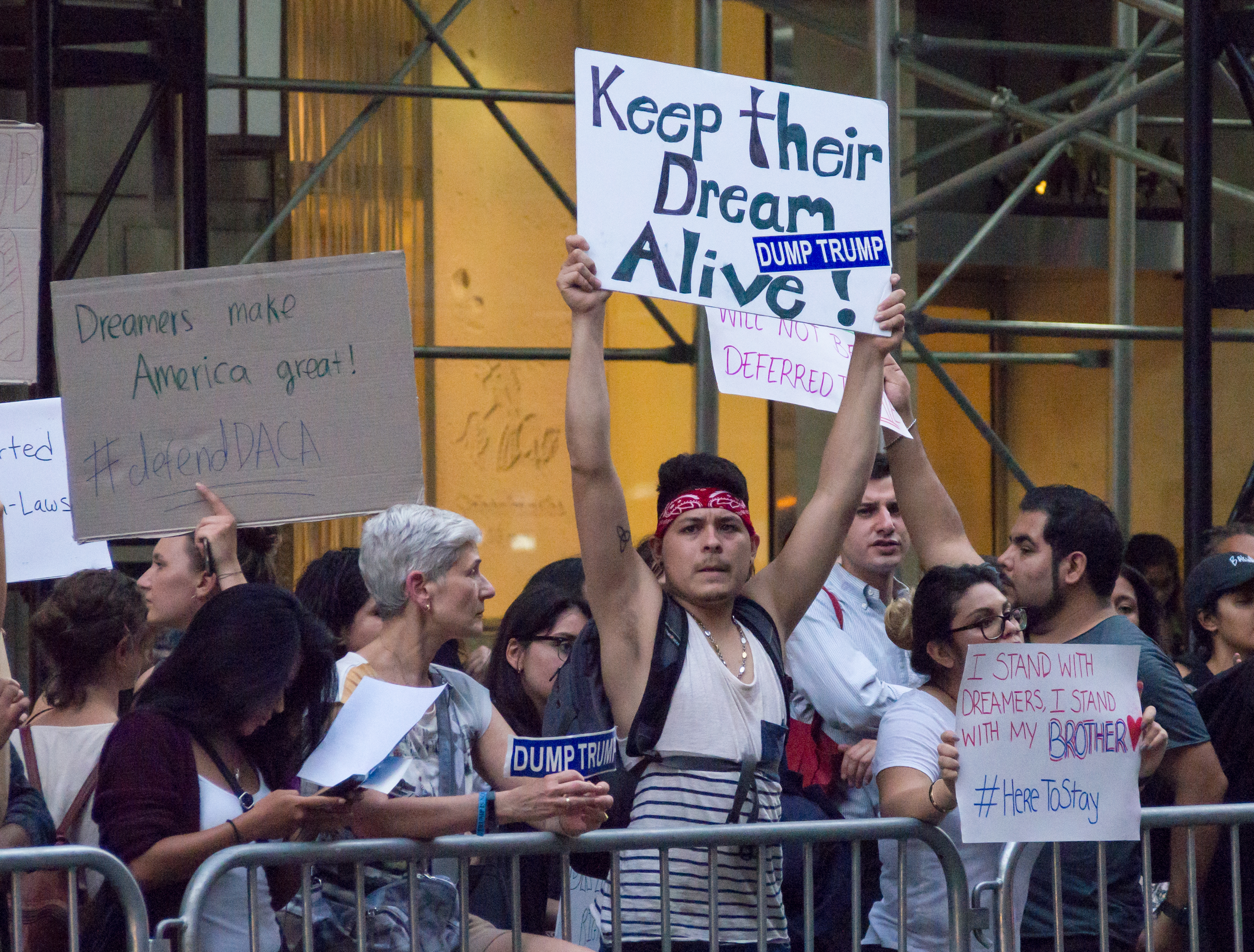
محتجون خارج برج ترامب في مدينة نيويورك الأميركية 5 سبتمبر 2017

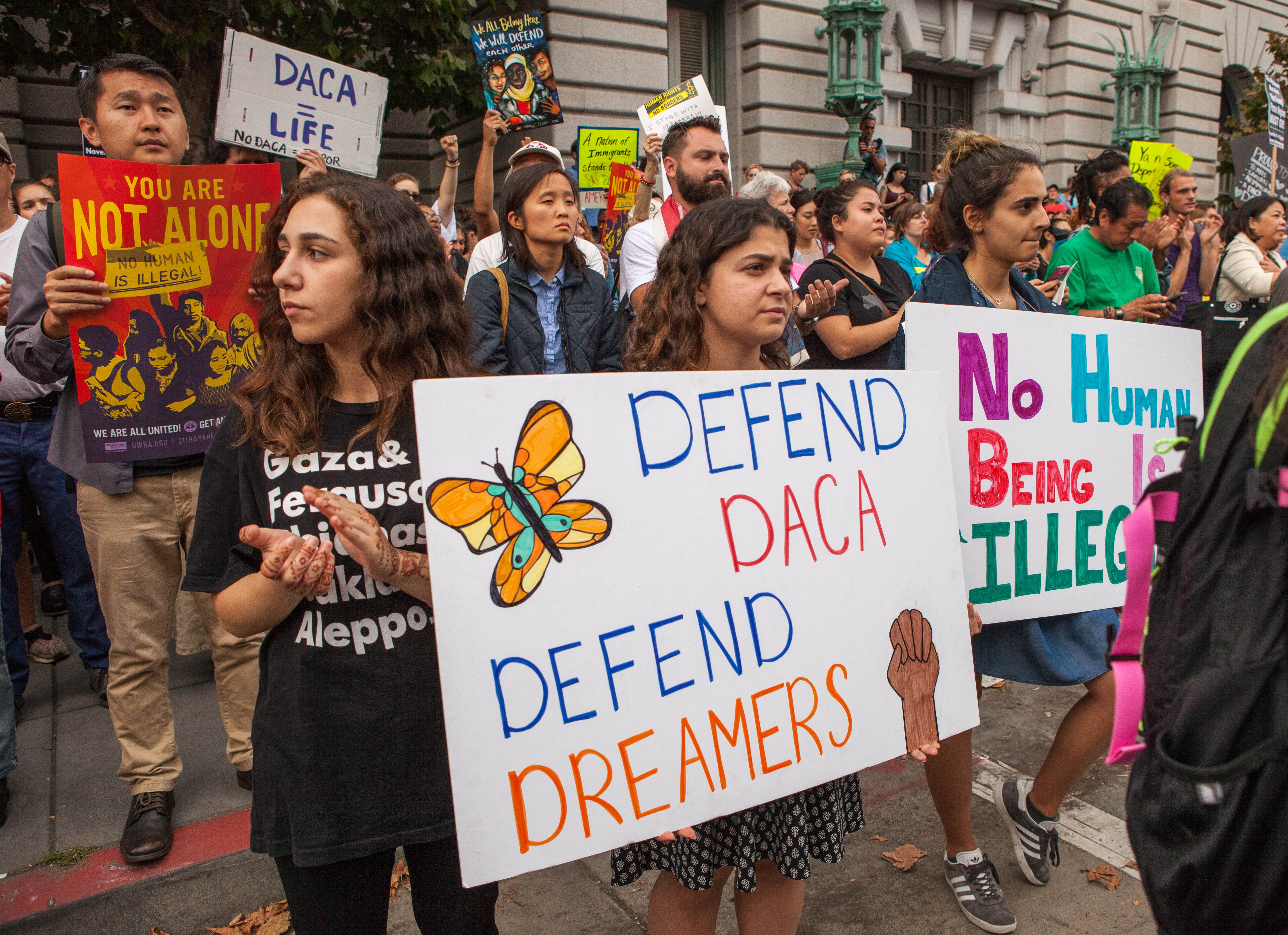
محتجون في سان فرانسيسكو، 5 سبتمبر 2017

انطلقت داكا رسميا بمذكرة سياسة أرسلتها وزيرة الأمن القومي جانت نابوليتانو لرؤساء هيئة الديوان وحماية الحدود ودائرة خدمات الهجرة والجنسية وهيئة الإنفاذ لشؤون الهجرة والديوان. أمرتهم مذكارة السياسة هذه بممارسة السلطة التقديرية في الإنفاذ مع من تأهل بالشروط. للتقدم لداكا، المهاجر غير القانوني يجب أن يدفع رسم طلب بمقدار 495 دولار أميركي ثم يقدم استمارات كثيرة ثم يقدم وثائق تثبت أنه يفي بالمتطلبات. لا يحتاج إلى التمثيل القانوني.
|            |            |  |         |         |
| كاليفورنيا | كاليفورنيا |  | 424,995 | 424,995 |
| تكساس      | تكساس      |  | 234,350 | 234,350 |
| نيويورك    | نيويورك    |  | 95,663  | 95,663  |
| إلينوي     | إلينوي     |  | 79,415  | 79,415  |
| فلوريدا    | فلوريدا    |  | 74,321  | 74,321  |
| أريزونا    | أريزونا    |  | 51,503  | 51,503  |

## تأهيل
لكي يتأهل المتقدمون للتسجيل في برنامج القرار المؤجل للواصلين أطفالا، يجب أن يستوفون هذه الشروط، مع أن استيفائهم لا يضمن الموافقة على طلباتهم:
- المجيء إلى الولايات المتحدة قبل السادس عشر من العمر
- السكن في الولايت المتحدة بصورة مواصلة منذ 15 يونيو 2007
- الولادة يوم 15 يونيو أو ما بعده
- الوجود الفعلي في الولايات المتحدة يوم 15 يونيو 2012 وفي حين تقديم الطلب لبرنامج  القرار المؤجل للواصلين أطفالا مع دائرة خدمات الهجرة والجنسية الأمريكية
- انعدام حالة قانونية يوم 15 يونيو 2012
- إكمال التعليم الثانوي أو الحصول على شهادة تطوير التعليم العام أو التسريح من القوات المسلحة الأمريكية بشرف أو الالتحاق بمؤسسة تعليمية
- عدم ارتكاب جناية ولا جنحة خطيرة ولا ثلاثة أو أكثر من المخالفات وعدم تشكيل خطر للأمن القومي أو الأمن العام بطريقة أخرى